# Де Вааль, Франс
Францискус Бернардус Мария (Франс, Франц) де Вааль (Ваал) (нидерл. Franciscus Bernardus Maria (Frans) de Waal; 29 октября 1948, Хертогенбос, Северный Брабант, Нидерланды — 14 марта 2024, Атланта, Джорджия, США) — нидерландский приматолог и этолог. Доктор философии (1977). Профессор поведения приматов кафедры психологии Университета Эмори (США). Директор центра Living Links Center в Национальном центре исследования приматов Йеркеса (англ. Yerkes National Primate Research Center). Иностранный член Национальной академии наук США (2004).

## Биография
Вдохновлялся своим соотечественником и коллегой Нико Тинбергеном. Учился в университетах Неймегена, Гронингена и Утрехта. В 1977 году получил степень доктора философии по биологии в Утрехтском университете. С 1993 года член Нидерландской королевской академии наук. В 1997 году попал в список ста самых влиятельных людей в мире по версии журнала «Time». В 2009 году получил звание почётного доктора в Университете Гуманизма (Утрехт).
В исследовании приматов учёный анализирует сложную систему социальных отношений, включая формирование брачных союзов, основанный на взаимности обмен, следующее за агрессией примирение, обманное общение, реакцию на порождённый средой стресс.
Научно-популярная книга «Политика у шимпанзе» (англ. Chimpanzee Politics) была опубликована в Лондоне в 1982 году. В ней де Вааль отказывается от традиционного для академической науки требования не приписывать человеческие качества животным, от анализа животных как «инстинктивной машины». Такой подход оказал влияние на развитие научной области, изучающей познавательные способности (когнитивность) приматов в связи с такими поведенческими установками как сотрудничество, альтруизм, справедливость.
В исследованиях нидерландского учёного впервые поведение приматов рассматривалось в терминах планомерных социальных стратегий. В ранних работах анализировались такие поведенческие стратегии как обман, разрешение конфликта. В последних исследованиях делается акцент на эмпатии животных, и даже на зачатки морали у них. Де Вааль утверждает отсутствие чётких границ между человеком и обезьянами в аспекте социальных качеств, способностей к эмпатии и кооперации.
В 2012 году Франс де Вааль совместно с Дженнифер Покорны получил Шнобелевскую премию по анатомии за открытие, что шимпанзе могут распознать других шимпанзе из своей группы не только по фотографиям «лица», но и по фотографиям анально-половой области. Шимпанзе так же успешно распознавали среди незнакомых фотографий особей мужского и женского пола, используя только изображения «лица».
Почётный доктор Йельского университета (2018).
Умер вечером 14 марта 2024 года в Атланте из-за метастатического рака желудка в возрасте 75 лет.

## Труды
- de Waal, F. B. M. (1982) Chimpanzee Politics: Power and Sex Among Apes (Jonathan Cape, London).
- de Waal, F. B. M. (1996) Good Natured: The Origins of Right and Wrong in Humans and Other Animals (Harvard Univ. Press, Cambridge, MA).
- de Waal, F. B. M. (1997) Bonobo: The Forgotten Ape, photographs by Lanting, F. (Univ. of California Press, Berkeley, CA).
- de Waal, F. B. M. (2001) The Ape and the Sushi Master: Cultural Reflections by a Primatologist (Basic Books, New York).
- de Waal, F. B. M. & Tyack, P. L. (2003) Animal Social Complexity: Intelligence, Culture, and Individualized Societies (Harvard Univ. Press, Cambridge, MA).
- de Waal, F. B. M. (2003) My Family Album: Thirty Years of Primate Photography (Univ. of California Press, Berkeley, CA).
- de Waal, F. B. M. (2016) Are We Smart Enough to Know How Smart Animals Are? (Granta Books).
- de Waal, F. B. M. (2019) Mama’s Last Hug: Animal Emotions and What They Tell Us about Ourselves (W.W. Norton).
- de Waal, F. B. M. (2022) Different: Gender Through the Eyes of a Primatologist (W.W. Norton).

### Переводы на русский
- (2005) Франс Де Вааль. Наша внутренняя обезьяна. Двойственная природа человека = Our Inner Ape: A Leading Primatologist Explains Why We Are Who We Are : 2005 / Пер. с англ. Анна Олефир, науч. ред. канд. биол. наук Валентина Бологова. — М. : Альпина нон-фикшн, 2021. — 404 с. — ISBN 978-5-00139-380-1.
- (2007) Франс де Вааль. Политика у шимпанзе. Власть и секс у приматов = Chimpanze Politics: Power and Sex among Apes : 2007 / Пер. с англ. Дмитрий Кралечкин. — М. : Высшая школа экономики (Государственный Университет), 2014. — 272 с. — (Политическая теория). — ISBN 978-5-7598-1104-6.
- (2013) Франс де Вааль. Истоки морали. В поисках человеческого у приматов = The Bonobo and the Atheist In Search of Humanism Among the Primates : 2013 / Пер. с англ. Наталья Лисова, науч. ред. д-р биол. наук Елена Наймарк. — М. : Альпина нон-фикшн, 2014. — 376 с. — ISBN 978-5-91671-275-9.Скачать или читать на сайте программы Всенаука «Дигитека».
- (2016) Франс де Вааль. Достаточно ли мы умны, чтобы судить об уме животных? = Are We Smart Enough to Know How Smart Animals Are? : 2016 / Пер. с англ. Николай Майсурян, науч. ред. д-р биол. наук Елена Наймарк. — М. : Альпина Нон-фикшн, 2016. — 404 с. — ISBN 978-5-91671-617-7.
- (2019) Франс Де Вааль. Последнее объятие Мамы. Чему нас учат эмоции животных = Mama's Last Hug: Animal and Human Emotions : 2019 / Пер. с англ. Мария Десятова, науч. ред. канд. биол. наук Валентина Бологова. — М. : Альпина нон-фикшн, 2020. — 442 с. — ISBN 978-5-00139-186-9.
- (2022) Франс Де Вааль. Разные. Мужское и женское глазами приматолога = Different: Gender and Our Primate Heritage : 2022 / Пер. с англ. Анна Дамбис, науч. ред. д-р ист. наук Марина Бутовская. — М. : Альпина нон-фикшн, 2022. — 566 с. — ISBN 978-5-00139-608-6.